# Gibson Girl

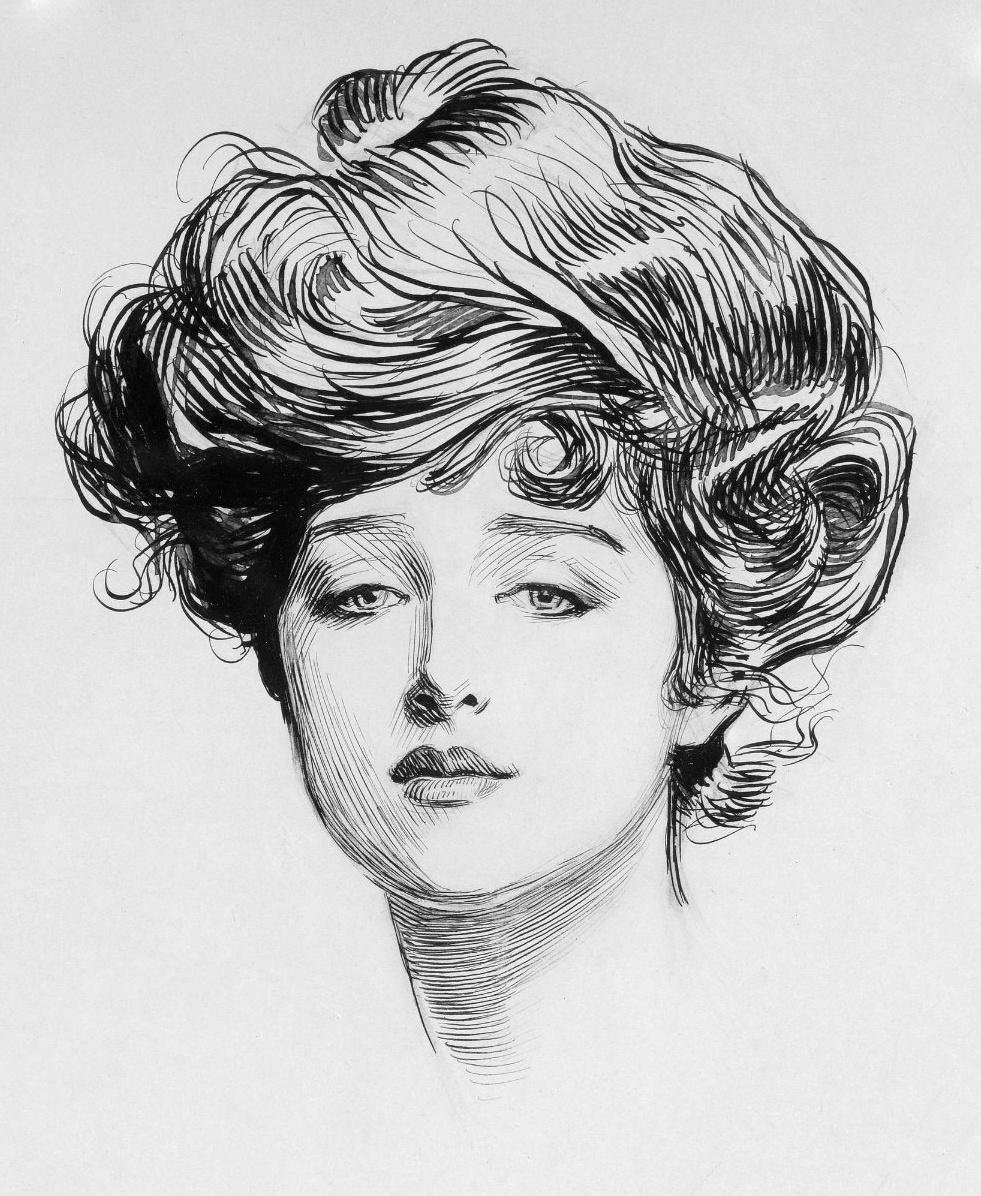
Gibson Girl (aux alentours de 1900).

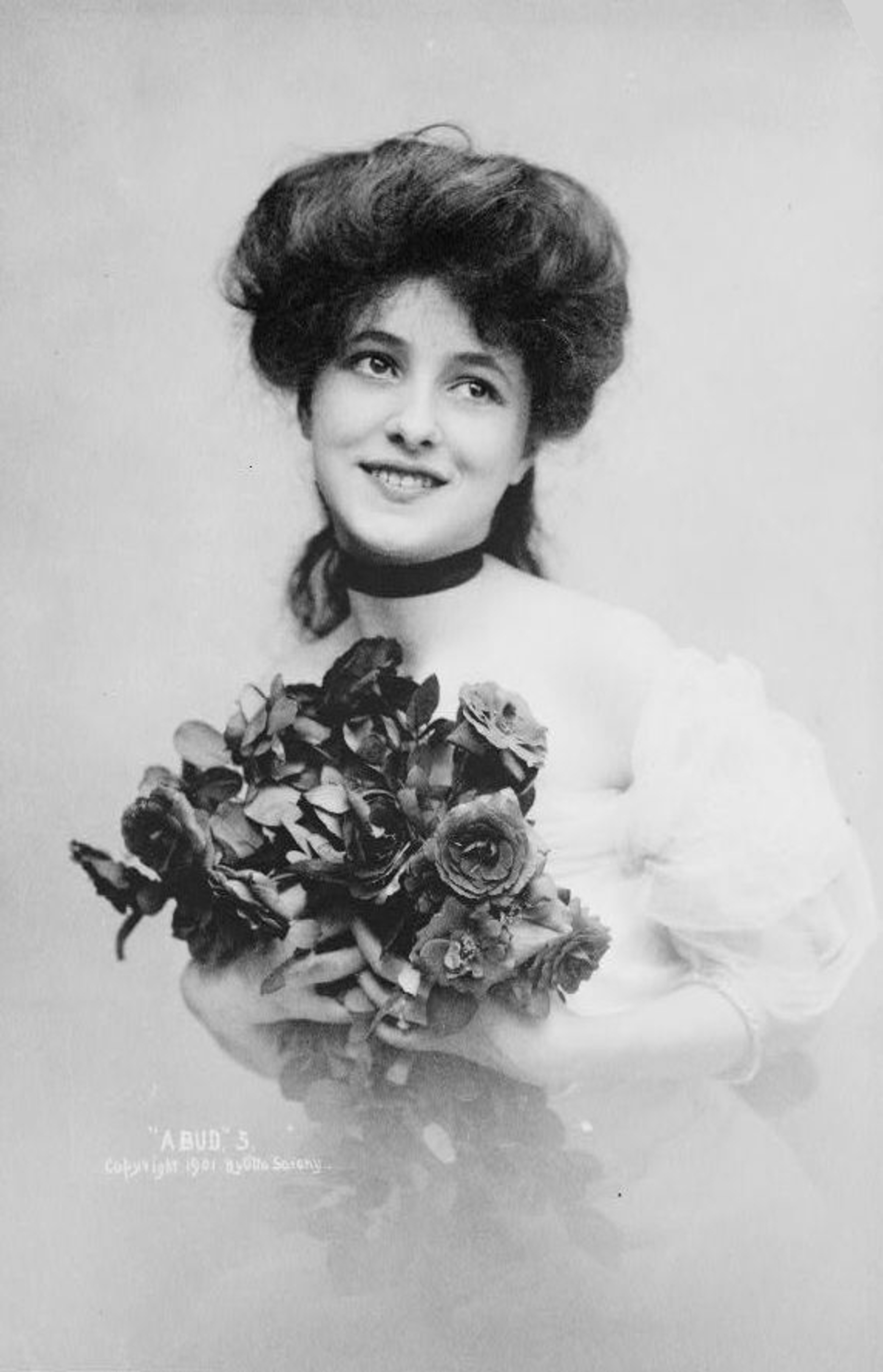
Evelyn Nesbit, par Otto Sarony, vers 1901 : elle fut l'une des Gibson Girls archétypales.

La Gibson Girl (« Jeune fille à la Gibson ») fut la personnification de l'idéal féminin américain, inventée par la plume satirique de l'illustrateur Charles Dana Gibson, et qu'il fit vivre pendant une période d'une vingtaine d'années couvrant la fin du XIXe siècle et le début du XXe siècle, aux États-Unis. Elle est considérée, avec la Christy Girl d'Howard Chandler Christy, comme l'un des ancêtres de la pin-up américaine.

## L'image de laGibson Girl

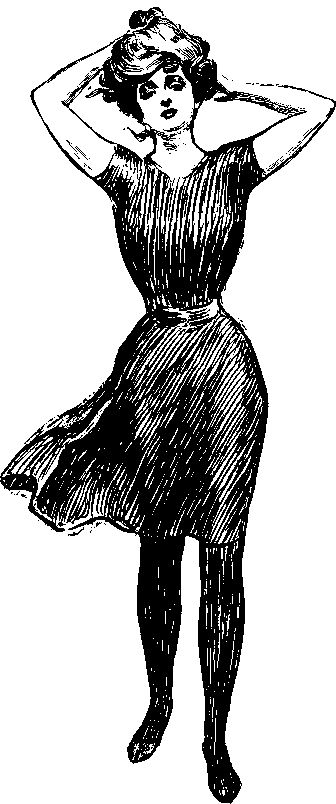
Of Course There Are Mermaids (détail), par Charles Dana Gibson.

Conçue par Charles Dana Gibson en 1887, la Gibson Girl est grande, mince, mais avec des formes généreuses mises en valeur par le port du corset. 
Son cou est élancé, et sa coiffure surélevée reflète la mode de l'époque, faisant appel au chignon, ou autres coiffures « bouffantes » ou « à la Pompadour ». 
La haute silhouette et la taille mince de la Gibson Girl s'accompagnent d'autres aspects caractéristiques : toujours à l'aise et à la dernière mode, volontiers moqueuse, la Gibson Girl apparait souvent comme l'égale de l'homme qui l'accompagne, et qu'elle n'hésite pas à plaisanter.
De nombreux modèles ont posé pour les illustrations de Gibson Girls, à commencer par la femme de Gibson lui-même, Irene Langhorn (qui fut peut-être le modèle original, et était la sœur de Nancy Astor, Vicomtesse Astor), ainsi que Evelyn Nesbit. Celle-ci fut représentée par Charles Dana Gibson dans un dessin, au crayon et à l'encre, la montrant de profil, avec sa chevelure rousse arrangée en forme de point d'interrogation. Ce portrait, intitulé L'Éternelle Question est l'un des plus connus de Gibson.
La Gibson Girl la plus fameuse fut probablement l'actrice américano-belge Camille Clifford, dont la coiffure élevée, et les longues robes du soir drapant sa silhouette à la taille affinée par le corset (wasp waist, « taille de guêpe ») définissaient le style.

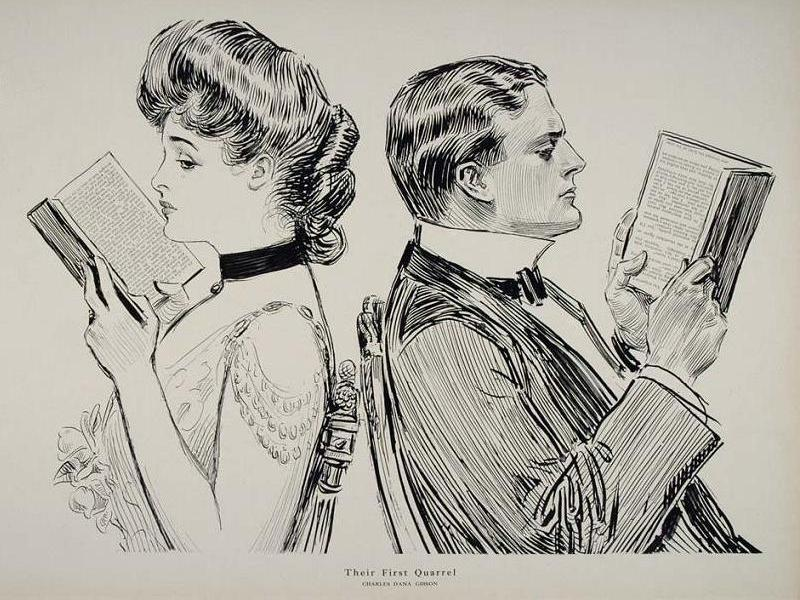
Their First Quarrel (« Leur première dispute »).

La Gibson Girl personnifie la beauté, une certaine indépendance et la réalisation personnelle ; ainsi, on la représente poursuivant ses études, puis choisissant elle-même l'homme qui lui plait, sans qu'elle ne participe jamais cependant à des mouvements de suffragettes. Saine, voire sportive, sûre d'elle-même sans ostentation, elle sourit souvent, mais rit peu, conservant une certaine distance patricienne,.
Au moment où éclate la Première Guerre mondiale, le changement de mode amena à délaisser la Gibson Girl. Les femmes à l'époque de la Première Guerre mondiale donnaient la préférence à une tenue plus sobre, plus masculine, abandonnant les tenues élégantes et élaborées des Gibson Girls.

## Références ultérieures

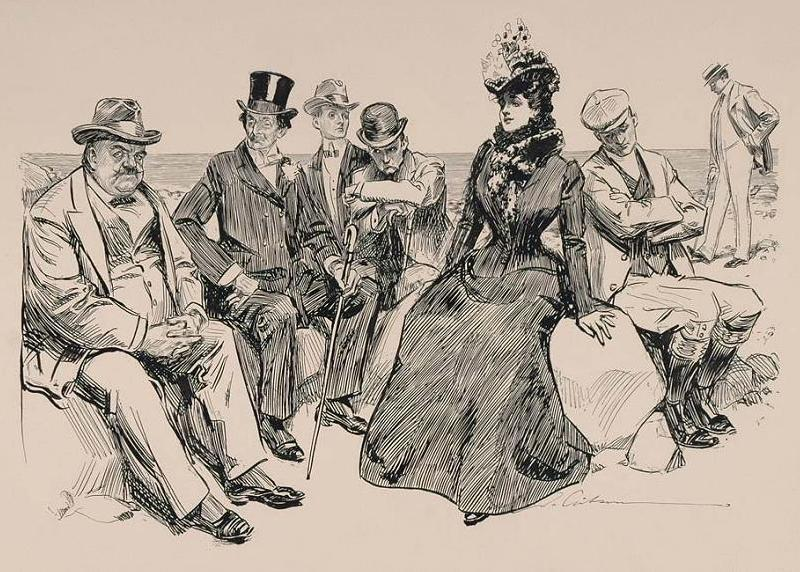
At the Beach (« à la plage »).